# Willem de Mérode

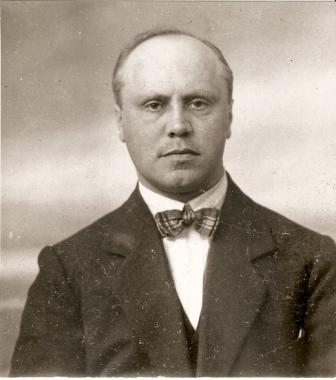
Willem de Mérode (1922)

Willem de Mérode (* 2. September 1887 in Spijk bei Delfzijl in den Niederlanden; † 22. Mai 1939, bürgerlicher Name: Willem Eduard Keuning) war ein niederländischer Dichter.
Willem de Mérode wurde 1887 in einem Dorf bei Delfzijl (Provinz Groningen) geboren und wuchs in der streng calvinistischen Tradition auf, welche die Lebensfreude als Sünde verwarf. 1906 wurde er Dorfschullehrer und begann sich mit Literatur zu beschäftigen, insbesondere mit einer ästhetisierenden, individualistischen Literatur des „l’art pour l’art“. Er war ein produktiver Dichter und publizierte in seinem ziemlich kurzen Leben 27 Gedichtsammlungen, die erste in 1916.
Obwohl er sich nie offen zu seiner Homosexualität bekannt hat, ist diese in seiner Poesie deutlich zu spüren. Einer gewissen Naivität war der Dorfschullehrer Keuning nicht fremd. 1924 wurde er wegen Verführung eines Minderjährigen zu einer einjährigen Gefängnisstrafe verurteilt, nach deren Verbüßung er endgültig mit der Kirche brach.
Er ließ sich auf einem Bauernhof in der Nähe von Arnheim nieder und lebte dort bis zu seinem Tod. Seine Gedichte spiegeln die Auseinandersetzung mit der Kirche und den Konflikt zwischen Seele und Leib wider. De Merode vertritt in seinen Versen eine Abkehr vom religiösen, calvinistisch-moralischen Dogmatismus. Als Dichter der „Innerlichkeit“ wurde er in den letzten Jahren wiederentdeckt.
Hans Werkman publizierte zwei Bücher über sein Leben: De wereld van Willem de Mérode (1993) und Willem de Mérode en zijn jongens (1991). Eine Sammlung der Gedichte von Willem de Merode erschien 1987, Willem de Mérode, Verzamelde Gedichten, herausgegeben von Hans Werkman.
Andere Pseudonyme von de Mérode waren: Joost van Keppel, Henri Hoogland und Jan Bos.